# Fresnay-le-Gilmert
Fresnay-le-Gilmert è un comune francese di 211 abitanti situato nel dipartimento dell'Eure-et-Loir nella regione del Centro-Valle della Loira.

## Società

### Evoluzione demografica
Abitanti censiti